# Восьмёрка (теория узлов)

Узел «Восьмёрка»

В теории узлов восьмёрка (четырёхкратный узел или узел Листинга) — это единственный узел с числом пересечений четыре. Это наименьшее возможное число пересечений после трилистника и тривиального узла. Восьмёрка является простым узлом.
Впервые рассмотрен Листингом в 1847 году.

## Происхождение названия
Название происходит от бытового узла восьмёрка на верёвке, у которой концы соединены.

## Описание
Простое параметрическое представление узла «восьмёрка» задаётся множеством точек (x,y,z), для которых
{\displaystyle {\begin{aligned}x&=\left(2+\cos {(2t)}\right)\cos {(3t)}\\y&=\left(2+\cos {(2t)}\right)\sin {(3t)}\\z&=\sin {(4t)}\end{aligned}}}
где t — вещественная переменная.
Восьмёрка является простым, альтернированным, рациональным узлом с соответствующим значением 5/2. Он является также ахиральным узлом. Восьмёрка является расслоенным узлом. Это следует из другого, менее простого (но более интересного) представления узла:
1. Узел является однородной[1] замкнутой косой (а именно, замыканием косы с 3 нитями σ1σ2−1σ1σ2−1), а теорема Джона Сталлингса[англ.] показывает, что любая однородная коса является расслоённой.
2. Узел является зацеплением в точке (0,0,0,0) — изолированной критической точки вещественного полиномиального отображения F: R4→R2 так, что (согласно теореме Джона Милнора) отображение Милнора[англ.] F является расслоением. Бернард Перрон нашёл первую такую функцию F для этого узла, а именно:

{\displaystyle F(x,y,z,t)=G(x,y,z^{2}-t^{2},2zt),}
где
{\displaystyle {\begin{aligned}G(x,y,z,t)=\ &(z(x^{2}+y^{2}+z^{2}+t^{2})+x(6x^{2}-2y^{2}-2z^{2}-2t^{2}),\\&\ tx{\sqrt {2}}+y(6x^{2}-2y^{2}-2z^{2}-2t^{2})).\end{aligned}}}.

## Свойства
Узел «восьмёрка» играл исторически важную роль (и продолжает её играть) в теории 3-многообразий. Где-то в середине 1970-х, Уильям Тёрстон показал, что восьмёрка является гиперболическим узлом путём разложения его дополнения на два идеальных гиперболических тетраэдра (Роберт Райли и Троэльс Йоргенсен, работая независимо друг от друга, до этого показали, что восьмёрка является гиперболической в другом смысле). Эта конструкция, новая по тем временам, привела его ко многим сильным результатам и методам. Например он смог показать, что все, кроме десяти, хирургий Дена на узле «восьмёрка» дают нехакеновы, не допускающие расслоение Зейферта неразложимые 3-многообразия. Это был первый из таких результатов. Много других было открыто путём обобщения построения Тёрстона для других узлов и зацеплений.
Восьмёрка является также гиперболическим узлом с наименьшим возможным объёмом 2,029 88…, согласно работе Чо Чунь  и Роберта Майерхофа.
С этой точки зрения восьмёрку можно рассматривать как самый простой гиперболический узел.
Дополнение восьмёрки является двойным накрытием многообразия Гизекинга, которое имеет наименьший объём среди некомпактных гиперболических 3-многообразий.
Узел «восьмёрка» и кружевной узел (−2,3,7) являются двумя гиперболическими узлами, для которых известно более шести особых хирургий, хирургий Дена, приводящих к негиперболическим 3-многообразиям. Они имеют 10 и 7 соответственно. Теорема Лэкенби (Lackenby) и Майерхофа, доказательство которой опирается на теорему геометризации и использование компьютерных вычислений, утверждает, что 10 является максимальным возможным числом особых хирургий для любых гиперболических узлов. Однако до сих пор не установлено, является ли восьмёрка единственным узлом, на которой достигается граница 10. Хорошо известная гипотеза утверждает, что нижняя граница (за исключением двух упомянутых узлов) равна 6.
Восьмёрка образует сингулярность в факторе Евклидова пространства по действию P2₁3.
Более того, восьмёрка является единственным узлом который образует сингулярность в факторе евклидова пространства по кристаллографических группек.
|  |  |  |

## Инварианты
Многочлен Александера восьмёрки равен
{\displaystyle \Delta (t)=-t+3-t^{-1},\ }
многочлен Конвея равен
{\displaystyle \nabla (z)=1-z^{2},\ }
а многочлен Джонса равен
{\displaystyle V(q)=q^{2}-q+1-q^{-1}+q^{-2}.\ }
Симметрия относительно {\displaystyle q} и {\displaystyle q^{-1}} в многочлене Джонса отражает ахиральность восьмёрки.